# Шоичи Фунаки
Шоичи Фунаки (船木 勝 –  Funaki Shōichi)), известен също като Шо Фунаки и Кунг Фу Наки, е японски професионален кечист и коментатор в системата на WWE, където е и бивш шампион в тежка категория и хардкор шампион.

## Кариера

### Ранни години в Япония (1993 – 1998)
Фунаки започва като shoot style борец под ръководството на Йошиаки Фудживара в системата Battlearts. По-късно той се премества в MPW заедно с Така Мичиноку, където се борят и в Асоциацията UVA, а Фунаки дори я печели в средна категория на 19 март 1997 г. в Япония.

### Световна федерация по борба

#### Кай Йонг Тай (1998 – 2001)
През март 1998 г. Фунаки се присъединява заедно с Мичиноку към Световната Федерация по борба. Първоначално враждува с Мичиноку и го побеждава с партньора му Джъстин Брадшоу в 3-към-2 хендикап мач на ръба. На Ресълмания 2000 Фунаки взема участие в 15-минутна хардкор кралска Битка за Хардкор титлата, но в крайна сметка губи от Хардкор Холи. На Непростимо (WWE) Фунаки за пореден път участва в хардкорна кралска битка, която е спечелена от Стив Блекман.

#### Шампион В Тежка Категория (2004 – 2005)
Фунаки започва да се бори в тежка категория около 2003 година. На 4 март 2004 Фунаки губи от WWE шампиона в тежка категория Чаво Гереро. Фунаки се съюзява с Рей Мистерио, Ултимо Дракон и Били Кидман срещу Таджири, Акио, Сакода и Джейми Ноубъл. на Ресълмания ХХ Фунаки взема участие в тежкото отваряне на WWE шампионата в тежка категория, но е победен от Джейми Ноубъл. През декември Фунаки побеждава всички в тежка категория и претендент номер едно за кралската битка, която включва Гереро, Пол Лондон, Били Кидман, Акио и Шанън Мур. През 2004 Армагедон Фунаки побеждава Спайк Дъдли, за да спечели първата си титла в WWE тежкия шампионат, като по-късно успешно я защитава срещу същия противник, Акио и Нунцио.

#### 2005 – 2008
Фунаки губи първенството от Гереро в тежък мач през 2005. На 2005 Армагедон, той губи и от Джейми Нобъл  По време на интервю в състезанието smackdown!, Фунаки е пребит с brainbuster от противник. Фунаки получава сътресение на мозъка и е в безсъзнание няколко минути. Възобновява борбата в края на същата година. Фунаки прави една от изява на 31 декември 2006 в мач за десет души. На 16 февруари 2007 година се завръща в битка на ринга с шампиона в тежка категория Грегъри Хелмс.

#### Кунг Фу Наки (2008 – 2010)
На 10 октомври 2008 Фунаки започва да използва името „Кунг Фу Наки“ по време на срещата му с Рон Килингс. В първия му мач като Кунг Фу Наки той удържа победа в отборен сблъсък с Ем Ви Пи (MVP) и Шелтън Бенджамин на 14 ноември 2008. Първата му загуба е срещу шампиона на WWE край на 5 декември 2008. По неясни причини Фунаки отсъства от WWE до Ресълмания XXVI, а през април 2010 той слага край на 12-годишното си пребиваване в компанията.

### Независима кариера (2010 – 2014)
Фунаки се връща в Япония заедно с бившия си ученик Икуто Хидака. На 4 декември 2010 в Сан Антонио Тексас BOW обявява, че е постигнато работно споразумение с Фунаки за нова професионално борцово училище от 15 януари 2011 година.

### Спорадични появи в WWE – 2011 – 2016
Фунаки се завръща в WWE като специален гост на съдията по време на шоу в Япония през 2011 и 2013 година. Фунаки прави специална поява като преводач за Кент в интервю с Рене Янг. 

#### Коментатор (от 2016 г.)
Фунаки осигурява коментар на японски език за WWE Ресълмания 32.

## Залата Фунаки
Фунаки открива своя учебен център – залата Фунаки Доджо в Сан Антонио, Тексас през юни 2012 година.

## Личен живот
Освен японски и английски език, Фунаки свободно говори френски, немски, португалски и испански. На 30 август 2007 Фунаки, заедно с девет други суперзвезди, е посочен в „Спортс илюстрейтед“ като получател на стероиди в несъответствие с програмите на WWE. Фунаки е уличен в употреба на соматропин през март 2006 година.

## Приноси към борбата
- Като Шо Фунаки
  - Завършващи движения
    - Rising Sun[33][1][34]
    - Shawn Capture[35]

  - Лични запазени марки
    - Diving crossbody[34]
    - Diving somersault cutter[1]
    - Enzuigiri[1][34]
    - Fisherman buster[1]
    - Front dropkick[36]
    - Inverted DDT[1]
    - Jumping one–handed bulldog[37]
    - Legsweep[34]
    - Powerbomb[35]

- Като Кунг Фу Наки
  - Завършващи движения
    - Crane kick[38]

  - Лични запазени марки
    - Diving overhead chop[39]
    - Multiple karate chops[40]
    - Spin kick[39]
    - Tornado DDT[40]

- Прякори
  - „SmackDown's #1 Announcer“[33]
- Музикални съпроводи
  - „Матадор“ (PWFG, 1990 – 1996)
  - „Come Out And Play (Keep 'Em Separated)“, Offspring (MPRO, 1996 – 1997)
  - „Kaientai“ от Джим Джонстън (WWF/WWE, 1998 – 2008)
  - „Кунг-фу Сан“[41] (2008 – 2010)